# Bernardo de Gálvez y Madrid
Bernardo de Gálvez y Madrid, I comte de Gálvez i vescomte de Galveston (Macharaviaya, Màlaga, 23 de juliol de 1746 – Tacubaya, avui a Ciutat de Mèxic, 30 de novembre de 1786) va ser un militar i polític espanyol, heroi de la batalla de Pensacola i fill del militar, Matías de Gálvez y Gallardo.

## Orígens i carrera militar
Bernardo de Gálvez va néixer a Macharaviaya, un poble de muntanya situat a l'actual província de Màlaga, Andalusia, el 23 de juliol de 1746. Va estudiar la carrera militar a l'Acadèmia d'Àvila i a l'edat de 16 anys va participar en la guerra contra Portugal, on va aconseguir el grau de tinent. Va arribar a Nova Espanya en 1762 com a capità de l'Exèrcit Reial, i va dur a terme una campanya contra els apatxes, aliat amb els indígenes ópates. Va rebre múltiples ferides, algunes molt serioses. En 1770 ja havia aconseguit el grau de comandant d'Armes de Nova Biscaia i Sonora, províncies del nord de Nova Espanya, actualment Nou Mèxic.
En 1772, en companyia del seu oncle José de Gálvez, torna a la península Ibèrica i és destinat a Pau (França) amb el regiment de Cantàbria, on aprèn a parlar francès, que li seria molt útil després, a la Louisiana. Destinat a Sevilla el 1775, participa en la desastrosa expedició contra Alger de 1775 capitanejada per Alejandro O'Reilly on, durant la conquesta del fort que defensava la ciutat, és greument ferit de nou. Aquest mateix any aconsegueix l'ascens a tinent coronel i arriba a ser professor a l'Acadèmia Militar d'Àvila.

## Governador de la Louisiana
En 1776 és designat governador interí de la Louisiana Occidental, cedida en 1763 per França a Espanya, en compensació per la cessió de La Florida a Anglaterra després de la Guerra dels Set Anys. El seu primer objectiu va ser perseguir el contraban anglès i afavorir el comerç amb França i el lliure tràfic amb Cuba i Yucatan.
En 1777 casa amb Maria Feliciana Saint-Maxent, jove vídua criolla luisianenca, amb la que va tenir tres fills: Miguel, Matilde i Guadalupe. Ella tenia una filla del seu matrimoni anterior, Adelaide, a qui Bernardo sempre va estimar com a pròpia.
Durant la seva administració funda la ciutat de Gálvezton (actualment Galveston) el 1778.

## Suport a la Guerra d'Independència dels Estats Units

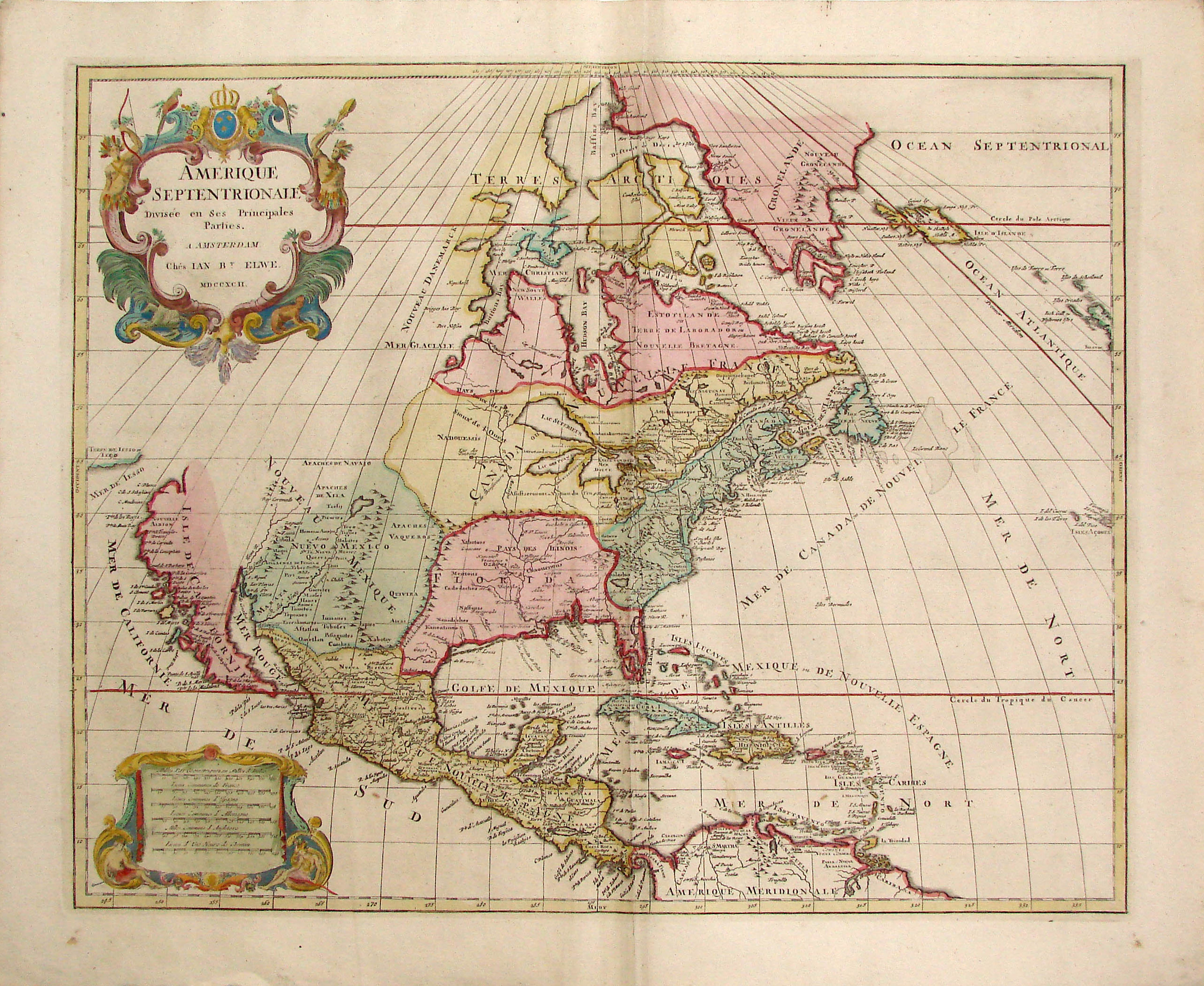
Nord-amèrica, 1792, Jaillot-Elwe, on s'aprecien els límits de La Florida després de l'acció de Gálvez.

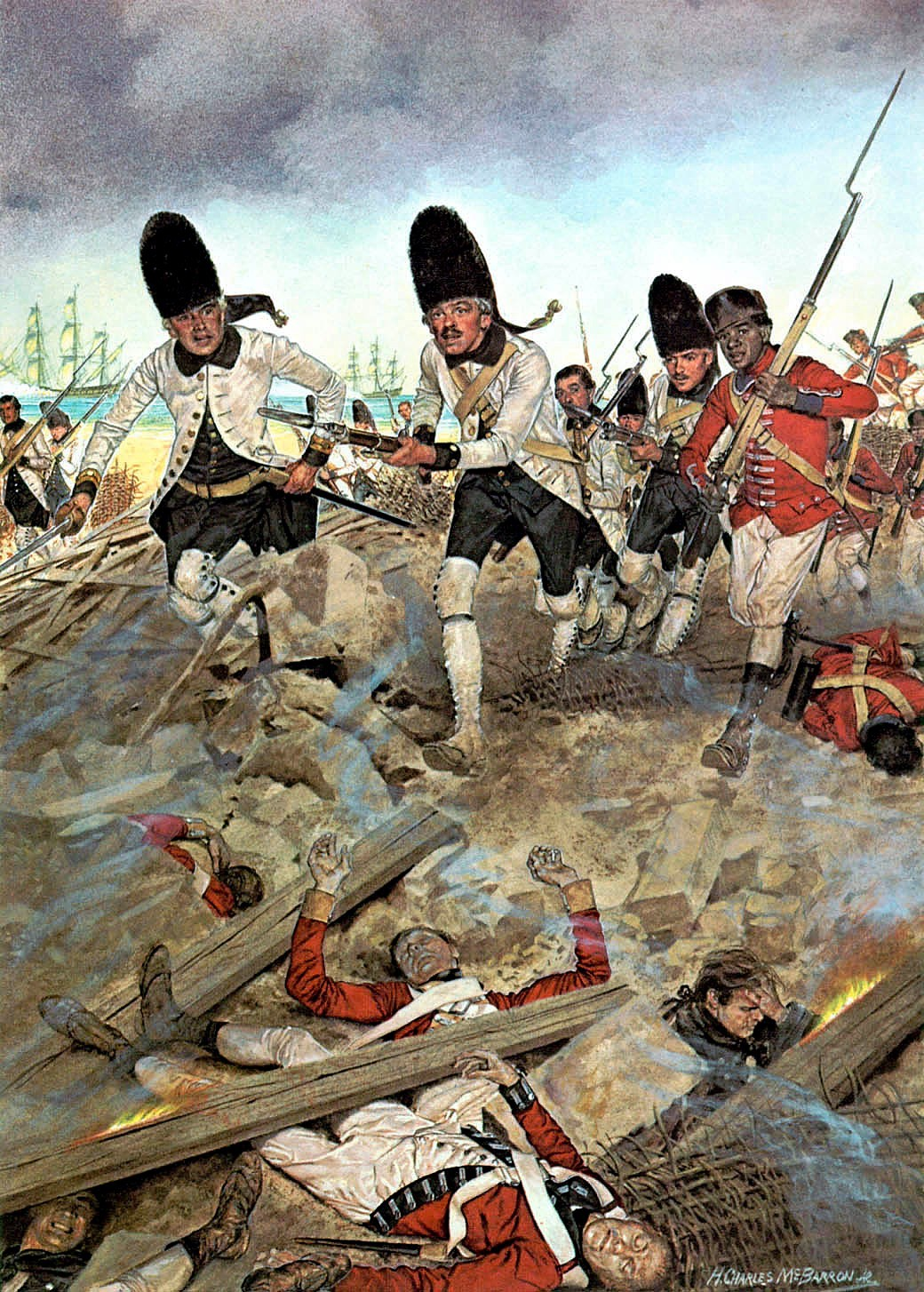
Granaders espanyols i el batalló de l'Havana entren a Fort George durant la batalla de Pensacola

Espanya va donar suport des de bon començament la Guerra d'Independència dels Estats Units mitjançant Bernardo de Gálvez, qui va negociar directament amb Thomas Jefferson, Patrick Henry, Oliver Pollock i Charles Henry Lee. Gálvez va bloquejar el port de Nova Orleans perquè els navilis britànics no poguessin utilitzar el riu Mississipi i també va facilitar el trànsit dels rebels americans a través de tot el territori al sud de la zona de guerra, ajudant a l'enviament d'armes i municions destinades a les tropes americanes de George Washington i George Rogers Clark.
El 1779 el capità general de la Louisiana espanyola va assaltar les guarnicions angleses de la Louisiana Oriental: Manchac, sense una sola baixa, Baton Rouge i Natchez alliberant la conca baixa del riu Mississipi de forces angleses que poguessin fustigar la seva capital, Nova Orleans.
El 1781, aprofitant la velocitat més gran dels correus marítims espanyols, és informat d'un nou començament d'hostilitats entre Espanya i Anglaterra. Pren les places de Mobile i Panzacola. Poc temps després, Gálvez es va apoderar de l'illa Nova Providència a les Bahames, avortant l'últim pla britànic de resistència, amb el que va mantenir el domini espanyol sobre el Carib i va accelerar el triomf de les armes nord-americanes. Gálvez es va disposar llavors, a organitzar un desembarcament sobre Jamaica, l'últim reducte anglès d'importància al Carib, i sumar-la als territoris sota sobirania espanyola, però a la meitat dels preparatius el va sorprendre la fi de la guerra.
La conseqüència per a Espanya va ser la recuperació de les dues Florides (Florida Occidental i Florida Oriental), la qual cosa va fer que els anglesos es quedessin sense places al Golf de Mèxic, exceptuant l'illa de Jamaica. Per la recuperació de la Florida Occidental va ser recompensat amb els graus de mariscal de camp i tinent general-governador del territori conquistat. El rei Carles III li va concedir el títol de comte de Gálvez, i li va permetre incloure en les seves armes el lema: Jo solament, en reconeixement de la presa de Pensacola.
La seva intervenció es va considerar tan decisiva per al triomf de les tropes americanes que durant la parada militar del 4 de juliol, va desfilar a la dreta del mateix George Washington en reconeixement de la seva labor i suport a la causa americana.

## Virrei de la Nova Espanya
Oficialment es confirmaria el retorn al govern espanyol de les dues Florides en el Tractat de Versalles (1783). Aquesta actuació li va valer el grau de tinent general i en 1783 els títols de vescomte de Gálvezton i comte de Gálvez. Aquell mateix any va tornar a Espanya, per a retornar a les Índies l'any següent, com a governador i capità general de Cuba. Al cap de poc temps d'estar a l'Havana, mor el seu pare, Matías de Gálvez y Gallardo (17 de juny de 1785), virrei de Nova Espanya, i és promogut a virrei, càrrec del qual pren possessió el 17 de juny de 1785, però mor a Tacubaya, el 30 de novembre de 1786, se sospita que emmetzinat.
Entre les moltes coses que va fer durant el seu curt mandat com a virrei (il·luminació de carrers, prosseguir les obres del castell de Chapultepec, destinar a beneficència el 16% del producte de la Reial Loteria i altres fons de multes) destaca el seu suport a la ciència, com correspon a un fill de la Il·lustració, patrocinant l'expedició de Martín de Sessé i Vicente Cervantes, que va portar a Espanya un completíssim catàleg de diverses espècies de plantes, aus i peixos.
Les seves restes van ser traslladades fins a la capital i reposen en l'església de San Fernando a la Ciutat de Mèxic.

## Llegat i reconeixement

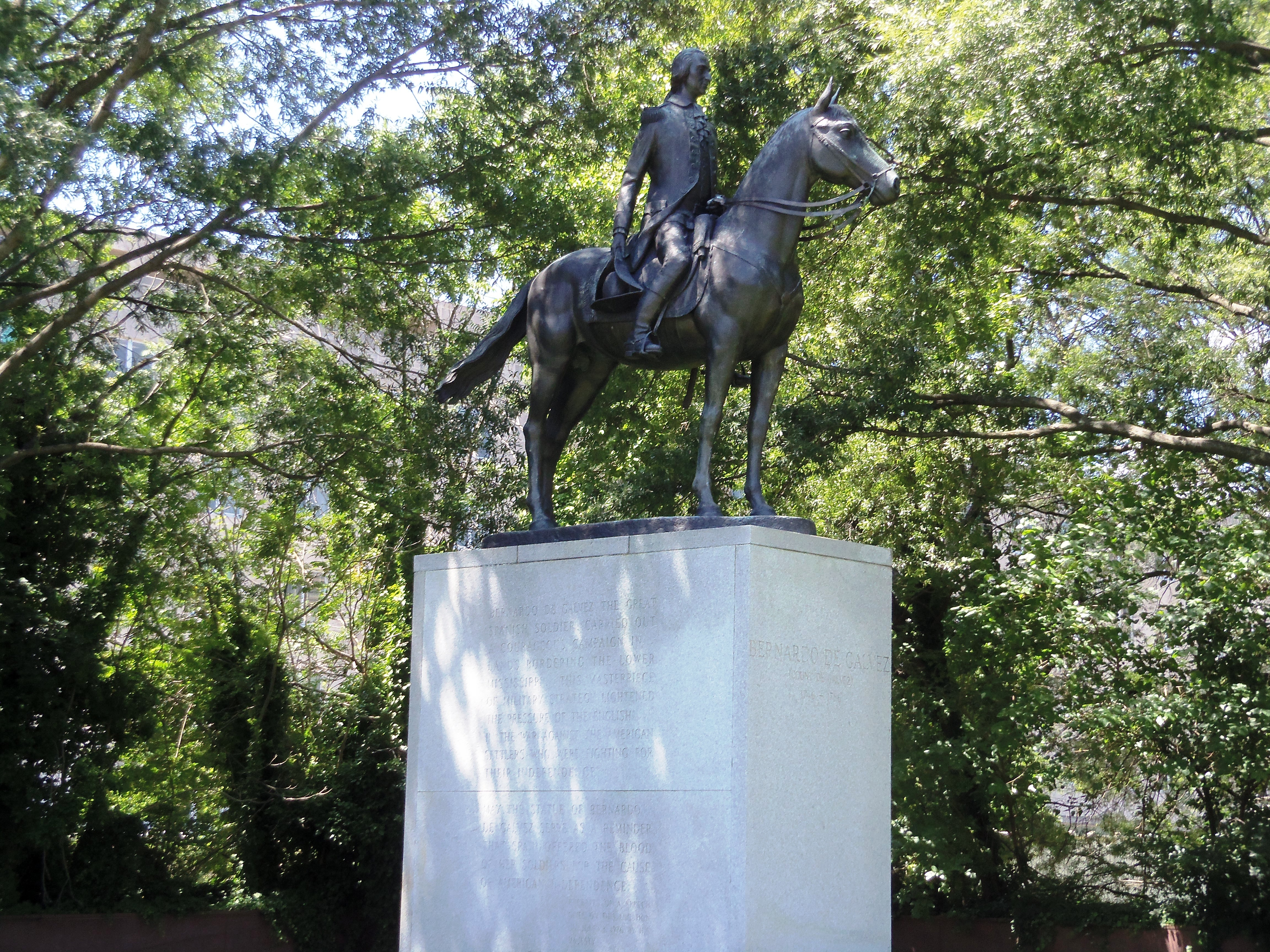
Estàtua en record de Fernando de Gálvez a Washington, DC, entre els carrers Virginia i 22

Malgrat l'envergadura i mèrit de les accions de Bernardo de Gálvez, a Espanya es va mantenir desconegut per la gran majoria de la gent durant molts anys. Va ser la conseqüència, segons la historiadora Martha Gutiérrez-Steinkamp, del silenciament per part del rei Carles III del suport espanyol a la causa independentista de les colònies del nord i evitar un contagi a les colònies sud-americanes.
Per contra, el reconeixement rebut des dels Estats Units fou ferm des del primer moment, quan a la desfilada de la victòria del 4 de juliol, Gálvez va cavalcar a la dreta de George Washington, qui considerava fonamental la seva intervenció contra els anglesos per aconseguir la seva independència. En el seu honor s'han erigit estàtues a les ciutats de Nova Orleans, Mobile, Pensacola i a Washington, DC, als carrers Virginia i 22. Aquesta darrera estàtua va ser inaugurada pel rei Joan Carles I el 1976.
El 8 de maig de 1783, i a proposta d'Oliver Pollock, el Congrés dels Estats Units li va atorgar l'honor de tenir un retrat seu dins el Capitoli junt amb altres «pares de la pàtria» nord-americana, però per algun motiu no es va arribar a realitzar-se.
El 2012, el governador de Florida, Rick Scott li va concedir al premi Great Floridian Award i va ser instituït el dia 8 de maig com el «Dia de Bernardo de Gálvez en Pensacola», que se celebra amb una desfilada per la ciutat.
El 2008, es va crear una Associación Cultural Bernardo de Gálvez a Màlaga, i es comencen a estrènyer els llaços entre aquesta i Macharaviaya i les ciutats de Galveston i Pensacola, als Estats Units. L'associació va descobrir el 2010 la història del retrat honorífic i va començar una campanya de regeneració dels honors de Gálvez. Finalment, el Congrés va rebre, a començaments del 2014, una còpia del quadre desaparegut per a ser penjat a les seves parets.